# ۱۰۹۷ (خورشیدی)
۱۰۹۷ هزار و نود و هفتمین سال هجری خورشیدی است.